# ماهی خال‌خالی اسپانیایی
ماهی خال‌خالی اسپانیایی (نام علمی: Scomberomorini) نام یک تبار از تیره تون‌ماهیان است. در ایران این ماهی به اسم ماهی قباد شناخته می شود.